# زنبورخوار دم‌آبی
زنبورخوار دُم‌آبی با نام علمی Merops philippinus پرنده‌ایست مهاجر از راستهٔ سبزقباسانان و خانوادهٔ زنبورخواران که در آسیای جنوب شرقی زادآوری می‌کند. این پرنده در سال ۱۷۶۶ میلادی توسط کارل لینه شناسایی شد و اتحادیه بین‌المللی حفاظت از طبیعت آن را به دلیل گسترده‌بودن جمعیتش در فهرست گونه‌های با کمترین نگرانی طبقه‌بندی کرده است.

## ویژگی‌ها
زنبورخوار دم‌آبی همچون دیگر زنبورخواران دارای قامتی باریک و کشیده‌است و پرهای رنگارنگی دارد. بیشتر پرهای پرنده به رنگ سبز است و در صورت نوارچشمی‌ای سیاه‌رنگ با کمی پرهای آبی در زیر آن دارد. نوک پرنده سیاه است و پرهای ناحیهٔ گلو زرد و قهوه‌ای است. دم پرنده آبی‌رنگ است و دو شاهپر دراز در میان آن دارد. طول پرنده به ۲۳ تا ۲۶ سانتی‌متر می‌رسد و هر دو پرندهٔ نر و ماده از نظر ظاهری به یکدیگر شبیهند.
همچنین آوای زنبورخوار دم‌آبی شبیه صدای زنبورخوار معمولی است.

## زیستگاه
این پرنده بومی بنگلادش، کامبوج، چین، هنگ کنگ، هندوستان، اندونزی، لائوس، مالزی، میانمار، نپال، پاکستان، پاپوا گینه نو، فیلیپین، سنگاپور، سری لانکا، تایلند، تیمور شرقی و ویتنام بوده و در فضاهای بازی همچون کشتزارها، پارک‌ها یا برنجزارها و بیشتر در کنار مناطق پرآب دیده می‌شود.

## تغذیه
غذای اصلی زنبورخوار دم‌آبی را حشرات به‌ویژه زنبور، زنبور بی‌عسل و زنبور قرمز تشکیل می‌دهد. او شکارش را در هوا گرفته و سپس آن را آنقدر به یک جا می‌کوبد تا کشته شده و پوشش خارجیش باز شود.

## لانه‌سازی و تولیدمثل
زنبورخوار معمولی پرنده‌ای اجتماعی است و لانهٔ خود را در کنار دیگر زنبورخواران در سواحل شنی یا نواحی مسطح می‌سازد. آنها یک دالان نسبتاً طولانی را در داخل زمین حفر کرده و بین ۵ تا ۷ تخم کروی‌شکل سفیدرنگ در آن می‌گذارند. پس از آن هر دو پرندهٔ نر و ماده به مراقبت از تخم‌ها می‌پردازند.

## نگارخانه

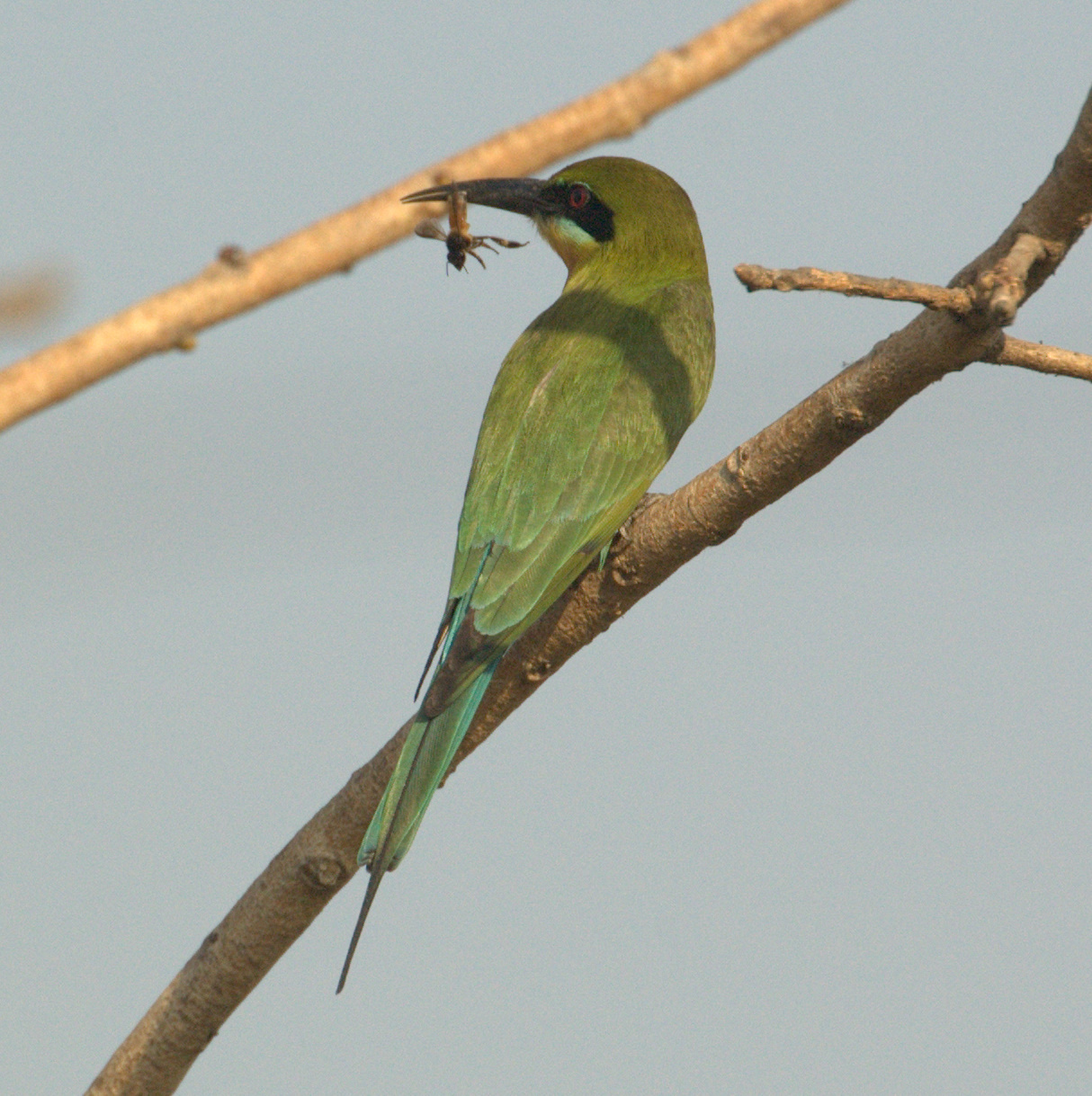
زنبورخوار دم‌آبی و شکارش
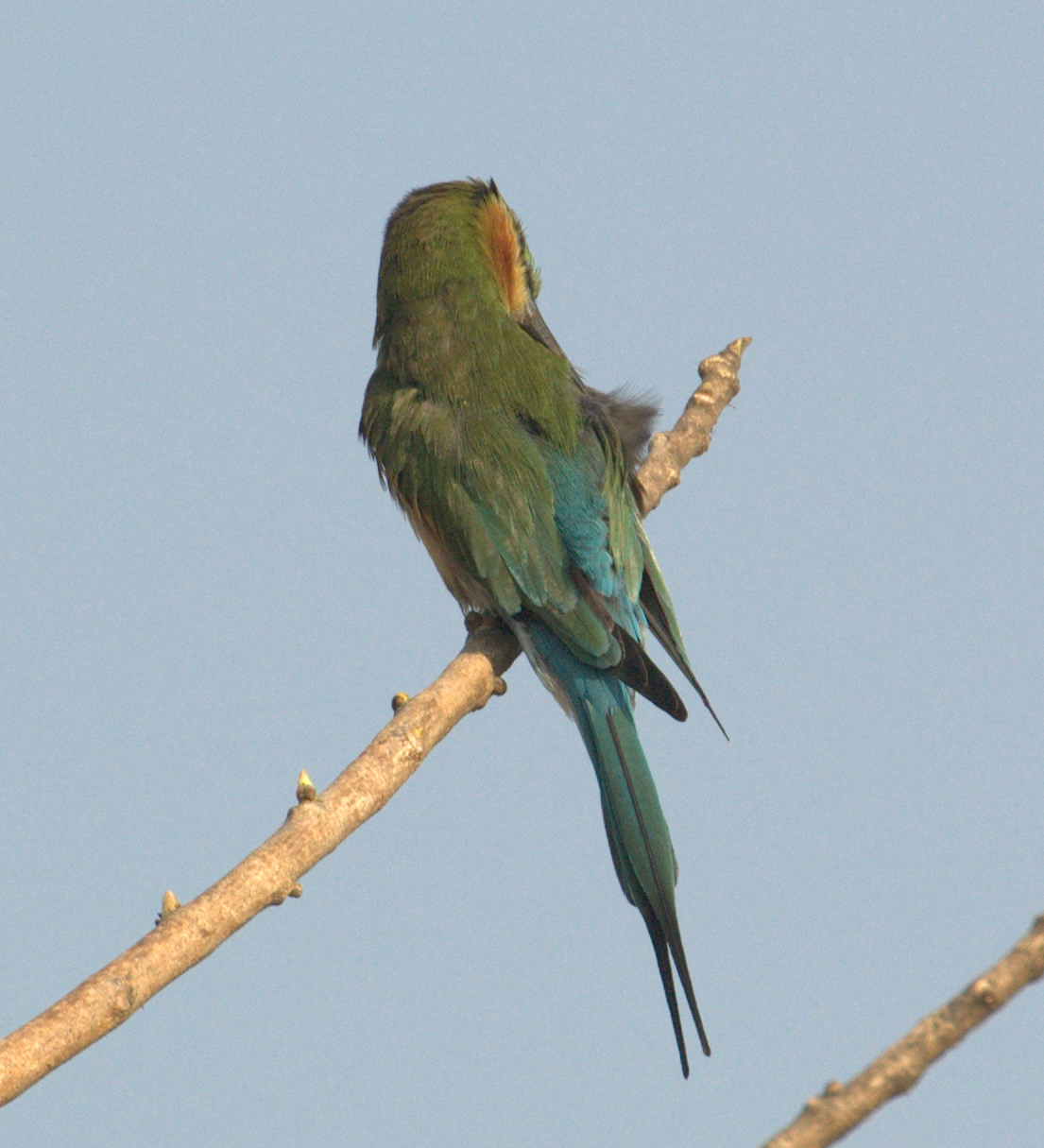
نمای پشتی زنبورخوار دم‌آبی
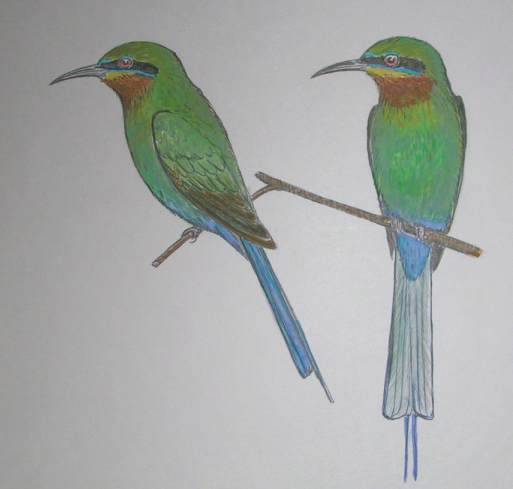
نقاشی آبرنگ از زنبورخوار دم‌آبی